# Institut Gran Ducal
L'Institut Gran Ducal és l'Acadèmia nacional del Gran Ducat de Luxemburg; que té la seu a la ciutat de Luxemburg. El nom del qual està inspirat en el de l'Institut de França, compta amb sis seccions, cadascuna dedicada a un camp d'investigació.

## Història
L'Institut va ser fundat el 24 d'octubre de 1868 amb la unió de tres societats científiques: la Société archéologique -Societat arqueològica-, fundada el 1845 sota el nom de Société pour la Recherche et la Conservation des Monuments historiques du Pays; la Société des sciences naturelles -Societat de ciències naturals- i la tercera la Société des sciences médicales -Societat de ciències mèdiques-.

## Estructura
Actualment consta de sis seccions: 
- Secció de ciències històriques, sovint nomenada simplement «Secció històrica»; de fet és la primera Societat arqueològica.[2]
- Secció de ciències naturals, físiques i matemàtiques.[3]
- Secció de ciències mèdiques.[4]
- Secció lingüística, etnologia i onomàstica; abans Section de linguistique, de folklore et de toponymie; fundada el 1935.[5][6]
- Secció d'arts i lletres, fundada el 1962.[7][8]
- Secció de cièncias morals i polítiques, fundada el 1966.[9][10]

Les seccions inclouen membres «efectius», membres «agregats» i els membres d'«honoraris».